# Gran Premio motociclistico di Germania 1955
Il Gran Premio motociclistico di Germania fu il quarto appuntamento del motomondiale 1955.
Si svolse il 26 giugno 1955 sul Nürburgring alla presenza di 35.000 spettatori. Erano in programma tutte le classi.
Terza vittoria stagionale (con giro più veloce) per Geoff Duke in 500. Durante le prove l'argentino Ricardo Galvagni morì in un incidente.
Nuova vittoria Guzzi in 350, con Bill Lomas, nella gara che vide il primo podio iridato di John Surtees.
La gara della 250 vide la vittoria della NSU Sportmax del quarantacinquenne "Happi" Müller.
In 125, vittoria di Carlo Ubbiali e primi punti per dei centauri della DDR.
Nei sidecar, vittoria di Willi Faust.

## Classe 500

### Arrivati al traguardo
| Pos. | Pilota              | Moto      | Tempo        | Punti |
| ---- | ------------------- | --------- | ------------ | ----- |
| 1    | Geoff Duke          | Gilera    | 1h 34' 06" 1 | 8     |
| 2    | Walter Zeller       | BMW       | +24" 3       | 6     |
| 3    | Carlo Bandirola     | MV Agusta | +3' 28" 9    | 4     |
| 4    | Umberto Masetti     | MV Agusta | +3' 49"      | 3     |
| 5    | Giuseppe Colnago    | Gilera    | +4' 38" 1    | 2     |
| 6    | Jack Ahearn         | Norton    | +4' 57" 3    | 1     |
| 7    | Hans-Günther Jäger  | Norton    | +7' 21" 2    |       |
| 8    | Sven Andersson      | Norton    | +7' 22"      |       |
| 9    | Kuno Johansson      | Norton    |              |       |
| 10   | Ernst Hiller        | Matchless |              |       |
| 11   | Robert Matthews     | Norton    |              |       |
| 12   | Hans-Joachim Scheel | Norton    |              |       |
| 13   | Heinz Schreiber     | Norton    |              |       |
| 14   | Philip Heath        | Norton    |              |       |
| 15   | Karl-Heinz Scheifel | Norton    |              |       |

### Ritirati
| Pilota            | Moto   | Motivo ritiro |
| ----------------- | ------ | ------------- |
| Francis Flahout   | Norton |               |
| Rudolf Knees      | Norton |               |
| Ernst Riedelbauch | BMW    |               |
| John Surtees      | BMW    |               |
| Reg Armstrong     | Gilera |               |
| Gerold Klinger    | BMW    |               |
| Tony McAlpine     | BMW    |               |
| Lawrence Aislabie | Norton |               |
| Keith Campbell    | Norton |               |
| Auguste Goffin    | Norton |               |

## Classe 350

### Arrivati al traguardo
| Pos. | Pilota         | Moto       | Tempo      | Punti |
| ---- | -------------- | ---------- | ---------- | ----- |
| 1    | Bill Lomas     | Moto Guzzi | 1h 14' 52" | 8     |
| 2    | August Hobl    | DKW        | +13" 1     | 6     |
| 3    | John Surtees   | Norton     | +16" 4     | 4     |
| 4    | Cecil Sandford | Moto Guzzi |            | 3     |
| 5    | Ken Kavanagh   | Moto Guzzi |            | 2     |
| 6    | Karl Hofmann   | DKW        |            | 1     |

## Classe 250

### Arrivati al traguardo
| Pos. | Pilota              | Moto       | Tempo        | Punti |
| ---- | ------------------- | ---------- | ------------ | ----- |
| 1    | Hermann Paul Müller | NSU        | 1h 06' 19" 6 | 8     |
| 2    | Wolfgang Brand      | NSU        | +1' 02"      | 6     |
| 3    | Cecil Sandford      | Moto Guzzi | +1' 05" 7    | 4     |
| 4    | Luigi Taveri        | MV Agusta  |              | 3     |
| 5    | Arthur Wheeler      | Moto Guzzi |              | 2     |
| 6    | Helmut Hallmeier    | NSU        |              | 1     |

## Classe 125

### Arrivati al traguardo
| Pos. | Pilota              | Moto      | Tempo        | Punti |
| ---- | ------------------- | --------- | ------------ | ----- |
| 1    | Carlo Ubbiali       | MV Agusta | 1h 01' 56" 5 | 8     |
| 2    | Luigi Taveri        | MV Agusta | +0" 8        | 6     |
| 3    | Remo Venturi        | MV Agusta | +1" 6        | 4     |
| 4    | Karl Lottes         | MV Agusta |              | 3     |
| 5    | Bernhard Petruschke | IFA       |              | 2     |
| 6    | Erhart Krumpholz    | IFA       |              | 1     |

## Classe sidecar

### Arrivati al traguardo
| Pos | Pilota           | Passeggero         | Moto   | Tempo     | Punti |
| --- | ---------------- | ------------------ | ------ | --------- | ----- |
| 1   | Willi Faust      | Karl Remmert       | BMW    | 58' 33" 8 | 8     |
| 2   | Wilhelm Noll     | Fritz Cron         | BMW    |           | 6     |
| 3   | Walter Schneider | Manfred Grunwald   | BMW    |           | 4     |
| 4   | Jacques Drion    | Inge Stoll-Laforge | Norton |           | 3     |
| 5   | Bob Mitchell     | Max George         | Norton |           | 2     |
| 6   | Jean Murit       | Francis Flahaut    | BMW    |           | 1     |

## Fonti e bibliografia
- Corriere dello Sport, 27 giugno 1955, pag. 8.
- Risultati della 500 su autosport.com, su autosport.com.